# Agrosaurus
Agrosaurus (Seeley, 1891; (pronuncia-se / æɡrɵsɔrəsˌ) lagarto do "campo", referindo-se ao local onde supostamente foi descoberto, (agros do grego que significa "campo" e sauros que significa 'lagarto') é o que originalmente acreditava ser uma prossaurópode Triássico da Austrália. Agrosaurus, assim, pode ser o mais velho dinossauro daquele país. Contudo, esse parece ter sido um erro, e o material parece realmente vir de um animal ou Thecodontosaurus Thecodontosaurus-like de Bristol, na Inglaterra. A espécie tipo é Agrosaurus macgillivrayi.
Membros de uma expedição do navio britânico HMS Fly supostamente recolhidos a tíbia, uma garra e alguns outros fragmentos em 1844 a partir de Cape York, Queensland. O bloco original foi comprado pelo Museu Britânico de História Natural, em 1879, mas os restos mortais não foram estudadas até 1891. Harry Seeley identificou neste ano. O bloco foi elaborado em finais de 1980. Após a preparação, Ralph Molnar (1991) notou semelhanças ao Massospondylus prossaurópode. Galton e Cluver (1976) viu Agrosaurus tão perto Anchisaurus. Vickers-Rich, Ricos, Milner e McNamara (1999) equiparado Agrosaurus e antiquus Thecodontosaurus. A matriz em que os ossos foram preservados prossaurópode foi testado com rochas de idade semelhante em Cabo York e Durdham Downs, as camas sendo este último onde Thecodontosaurus restos foram encontrados na área de Bristol, Inglaterra. As camas mais favorável em comparação Inglês. Na verdade, já desde 1906 Friedrich von Huene havia descrito a rocha matriz como extremamente reminiscente da brecha óssea na Durdham Downs perto de Bristol. Restos da mandíbula de um sphenodont idêntico ao avonis Diphyodontosaurus, um réptil, como lagarto-comum para as camas Bristol Triássico foram extraídos. Esta reinterpretação dos Agrosaurus erroneamente identificado como um modelo britânica, foi aceite em trabalhos posteriores.
A partir da escassez continua a ser a vida animal parece ter sido de cerca de 3 metros (10 ft), com uma aparência tipicamente prosauropodan: corpo volumoso, pescoço comprido, cabeça pequena e patas. Como prossaurópodes outro lado, era provavelmente tão confortável em todos os fours, bem como sobre a sua forma alongada patas traseiras. Era herbívoro, provavelmente omnívoro.
O nome Agrosaurus agora é geralmente considerado um nomen dubium ou de um sinónimo júnior de Thecodontosaurus. Se o Agrosaurus não é da Austrália, o que parece mais provável, e Rhoetosaurus Ozraptor, ambos do Bajocian (Jurássico Médio) seria o mais antigo conhecido dinossauros australianos. Felizmente, eles são bem documentados.